# ジェイコム熊谷
株式会社ジェイコム熊谷（ジェイコムくまがや）は、かつて埼玉県熊谷市に本社が存在し、放送法の規定する一般放送（有線一般放送）に基づく有線テレビジョン放送（ケーブルテレビ）1局（1施設）を運営し、放送（テレビ、ラジオ）、通信（インターネット、IP電話）を業務していた、株式会社ジュピターテレコム（J:COM）の連結子会社であった。呼称は「J:COM 熊谷」。

## 沿革
- 1990年（平成2年）
  - 12月1日
    - 「株式会社熊谷ケーブルテレビ」（旧法人）が設立。
- 1991年（平成3年）
  - 9月17日
    - 有線テレビジョン放送施設設置許可取得。

  - 10月1日
    - 開局。
- 2000年（平成12年）
  - 8月9日
    - 第一種電気通信事業許可取得。

  - 12月1日
    - インターネット接続サービス開始。
- 2002年（平成14年）
  - 7月5日
    - 株式会社トーカイ・ブロードバンド・コミュニケーションズ（T-COM）が、「株式会社ケイ・シー・シー」を設立。

  - 11月1日
    - 株式会社熊谷ケーブルテレビ（旧）が、株式会社ケイ・シー・シーに、第一種電気通信事業を譲渡。
    - 株式会社熊谷ケーブルテレビ（旧）が会社解散。
    - 株式会社ケイ・シー・シーが、商号を「熊谷ケーブルテレビ株式会社」に変更。
- 2005年（平成17年）
  - 10月1日
    - 株式会社ビック東海が、親会社の株式会社トーカイ・ブロードバンド・コミュニケーションズを吸収合併。ビック東海の子会社化。
- 2009年（平成21年）
  - 10月31日
    - 社屋内で運営していた携帯電話ショップ（ソフトバンクモバイル）を閉店。
- 2011年（平成23年）
  - 7月24日
    - 地上放送の暫定的「デジアナ変換」を提供開始。

  - 10月1日
    - 親会社の株式会社ビック東海が、商号を「株式会社TOKAIコミュニケーションズ」に変更。
- 2012年（平成24年）
  - 4月2日
    - 親会社の株式会社TOKAIコミュニケーションズが新設分割により分社化され、「株式会社TOKAIケーブルネットワーク」を設立。
    - 株式会社TOKAIコミュニケーションズが保有する株式が、株式会社TOKAIケーブルネットワークに継承され異動。

  - 4月23日
    - 親会社の株式会社TOKAIケーブルネットワークが、ジャパンケーブルネット株式会社に保有する株式を譲渡。JCNグループに参画。

  - 5月1日
    - 呼称を「JCN熊谷」に変更。

  - 10月1日
    - 商号を「株式会社JCN熊谷」に変更。

  - 10月31日
    - 『テレビサービス』の各コースを新規販売終了。
    - 『インターネットサービス』の各コースを新規販売終了。

  - 11月1日
    - デジタル多チャンネル放送サービス（ISDB-C（リマックス）方式）を開始。
    - JCN統一サービス名称として『JCNテレビ』および『JCNインターネット』を制定し展開。
    - JCN統一サービスラインナップ導入。
    - HDD内蔵録画機能付きSTB『録りま専科』を提供開始[注 1]。
    - BD・DVDドライブ搭載HDD内蔵録画機能付きSTB『録りま専科ブルーレイ』を提供開始[注 2]。
    - HDD内蔵録画機能付きSTBセットの新コース『HDDコース』を提供開始[注 3]。
- 2013年（平成25年）
  - 2月1日
    - 『JCN電話』として、KDDI株式会社のプライマリIP電話（0AB〜J IP電話）サービス「ケーブルプラス電話」を順次開始。

  - 3月20日
    - 下り最大160Mbpsの超高速インターネット接続サービス『スピードスター160』を開始。

  - 4月1日
    - JCN会員誌『JCN plus』を創刊。
    - 『チャンネル熊谷』の名称を『JCN熊谷チャンネル』に変更およびハイビジョン化。

  - 5月1日
    - 双方向設置済みの特定STB利用者向けに、『STBポータルサービス』、『JCNおすすめナビ』および『Shufoo!』を提供開始。
    - 双方向設置済みの「HDD内蔵STB」利用者向けに、リモート録画予約サービス『ケータイde録画予約』を提供開始。

  - 7月1日
    - 地デジコミュニティチャンネルで「デジタル録画コピー制御」を運用開始。
    - 新しいコミュニティチャンネル『にっぽんケーブルチャンネル』を放送開始。

  - 8月29日
    - 『JCNインターネット』利用者向けに、『Wi-Fi内蔵モデム』を提供開始。
- 2014年（平成26年）
  - 4月1日
    - 親会社のジャパンケーブルネット株式会社が株式会社ジュピターテレコムに吸収合併されたことに伴い、株式会社ジュピターテレコムの連結子会社となる[1]。

  - 6月1日
    - 呼称を「J:COM 熊谷」に変更[2]。
    - 『JCN熊谷チャンネル』の名称を『J:COMチャンネル熊谷』に変更。
    - 「JCN」ブランドを廃止。
    - J:COM統一サービス名称として『J:COM TV』、『J:COM NET』および『J:COM PHONE』を制定し展開。
    - J:COMサービスラインナップ導入。
    - 「にっぽんケーブルチャンネル」（JCN）を「J:COMテレビ」（J:COM）に統合[3]。

  - 7月1日
    - 商号を「株式会社ジェイコム熊谷」に変更[2]。
- 2015年（平成26年）
  - 1月1日
    - 株式会社ジェイコム北関東に吸収合併され、会社解散[4]。

## 事業所
本社・事務所
- 本社
  - 埼玉県熊谷市原島380番地
- 熊谷営業事務所
  - 埼玉県熊谷市原島380番地（本社内）

局舎
- 熊谷局
  - 埼玉県熊谷市原島380番地（本社内）

## 提供区域内自治体
- 埼玉県
  - 熊谷市、深谷市

## 業務内容
基本サービス
1. ケーブルテレビサービス
  1. J:COM TV[注 4]
  2. 双方向機能（STBインターネット接続サービス）
  3. リモート録画予約（番組録画予約）
2. インターネット接続サービス
  1. J:COM NET
  2. JCNet.ISP（インターネット接続サービス）
3. J:COM PHONE
  1. J:COM PHONEプラス[注 5]（プライマリ電話サービス）

付加サービス
- ジェイコム マガジン（番組ガイド誌）
- J:COMチャンネル番組ガイド（地域情報誌）
- J:COMチャンネル熊谷（第一コミュニティチャンネル）
- J:COMテレビ（第二コミュニティチャンネル）

### J:COM TV

#### テレビ
- 地上波テレビ放送のアナログ方式は、2015年（平成27年）3月27日まで「デジアナ変換」による再送信を実施していた。
- 表中、「配信方式」欄の部類に関しては下記を参照。
  - 「PT」はパススルー方式。
  - 「TM」はトランスモジュレーション方式。
- 表中、『記号』に関しては下記を参照。
  - 「●」は視聴可能。
  - 「▲」は一部エリアのみ視聴可能。
  - 「×」は視聴不可。
  - 「?」は不明。

- 2015年（平成27年）6月1日現在。

| リ モ コ ン キ \| ID | 放送局              | デジタル        | デジタル | デジタル | 備考 |
| リ モ コ ン キ \| ID | 放送局              | 三桁 チャンネル | 配信方式 | 配信方式 | 備考 |
| リ モ コ ン キ \| ID | 放送局              | 三桁 チャンネル | PT       | TM       | 備考 |
| -------------------- | ------------------- | --------------- | -------- | -------- | ---- |
| 1                    | NHK総合・東京       | 011 012         | ●        | ?        |      |
| 1                    | NHK総合・前橋       | 011 012         | ●        | ?        |      |
| 2                    | NHKEテレ東京        | 021 022 023     | ●        | ?        |      |
| 3                    | テレ玉              | 031 032 033     | ●        | ?        |      |
| 3                    | tvk                 | 031             | ●        | ?        |      |
| 3                    | 群馬テレビ          | 031             | ●        | ?        |      |
| 4                    | 日本テレビ          | 041 042         | ●        | ?        |      |
| 5                    | テレビ朝日          | 051 052 053     | ●        | ?        |      |
| 6                    | TBS                 | 061 062         | ●        | ?        |      |
| 7                    | テレビ東京          | 071 072 073     | ●        | ?        |      |
| 8                    | フジテレビジョン    | 081 082 083     | ●        | ?        |      |
| 9                    | TOKYO MX            | 091 092         | ●        | ?        |      |
| 10                   | J:COMテレビ         | 101 102         | ●        | ×        |      |
| 11                   | J:COMチャンネル熊谷 | 111 112         | ●        | ?        |      |
| 12                   | 放送大学            | 121 122 123     | ●        | ?        |      |

##### ラジオ
- 2014年（平成26年）12月31日時点。

| MHz  | 放送局         | 備考 |
| ---- | -------------- | ---- |
| 76.1 | テスト信号     |      |
| 76.5 | 放送大学       |      |
| 79.1 | NACK5          |      |
| 80.4 | TOKYO FM       |      |
| 83.1 | J-WAVE         |      |
| 83.7 | NHK東京-FM     |      |
| 84.3 | NHKさいたま-FM |      |
| 85.7 | FMぐんま       |      |